# Mickey Blue Eyes
Mickey Blue Eyes er en amerikansk komediefilm fra 1999 instrueret af Kelly Makin og produceret af Elizabeth Hurley. Hugh Grant, James Caan og Jeanne Tripplehorn medvirker i hovedrollerne.

## Handling
Michael Felgate (Hugh Grant) er en britisk kunsthandler på Manhattan, som driver et vellykket auktionshus. Han bliver betaget af den smukke Gina Vitale (Jeanne Tripplehorn) og efter tre måneders bekendtskab frir han til hende. Gina sigeer at hun ikke kan gifte sig på grund af hendes familie. Sønderknust bestemmer Michael sig for at finde ud hvad problemet kan være og opsøger faren. Det viser sig at Ginas far, Frank (James Caan), er en af hovedpersonerne i mafiaen. Selv om flere af Ginas tidligere kærester ikke har passet ind i familiens livsstil, synes Frank godt om Michael fra første stund. Det varer ikke længe før Frank beder ham om nogle små tjenester, og med et må Michael introducere sig som Mickey Blue Eyes, en gangster fra Kansas City.

## Medvirkende
- Hugh Grant – Michael Felgate
- Jeanne Tripplehorn – Gina Vitale
- James Caan – Frank Vitale
- Burt Young – Vito Graziosi
- Joe Viterelli – Vinnie D'Agostino
- Paul Lazar – Ritchie Vitale
- James Fox – Philip Cromwell,
- Maddie Corman – Carol,
- Scott Thompson – Lewis, FBI agent

Mange af skuespillerne i filmen medvirker i tv-serien The Sopranos.